# Aktivní oblast
Aktivní oblast je označení oblasti na Slunci, v níž se vlivem silných lokálních magnetických polí projevuje výrazná sluneční činnost. Ze začátku vznikají flokulová pole, ve kterých se později objevují sluneční skvrny, krátce trvající protuberance, sluneční erupce, eruptivní protuberance, koronální kondenzace a další projevy sluneční činnosti. Všechny tyto projevy jsou dočasné (několik hodin až několik měsíců) a v aktivní oblasti je možné poté opět pozorovat klidnou sluneční atmosféru. Protuberance, které v aktivních oblastech vznikají, mohou trvat dlouhou dobu i po rozpadu aktivní oblasti. Zvýšené ultrafialové a rentgenové záření i zvýšený tok částic z aktivních oblasti ovlivňují meziplanetární prostředí i procesy v zemské atmosféře.